# 戶政事務所
戶政事務所，簡稱戶所，是中華民國各地受理户籍登記及管理的機關，其業務有受理户籍登記與製發戶口名簿、國民身分證、印鑑證明等。其主管機關為內政部與各直轄市、縣、市之民政局（處）。
早期戶政事務所做為户籍資料基準的「戶籍登記簿」保存地，故在全國各鄉、鎮、縣轄市、區中均設有戶政事務所，但在近年來在全國連線的電腦化「戶役政資訊系統」建製完成後已經開始整併。

## 沿革
臺灣的近代戶籍制度於日本統治時期的1906年（明治39年）建立，併由警察機關管理。臺灣總督府警務局在各下轄派出所中，聯合當時各地的保甲制度，設有「保甲聯合事務所」並聘請「保甲書記」執行戶籍登記與管理作業。
中華民國的戶籍法是在西元1946年（民國35年）才在台灣首次開始實行，當時的戶籍登記是由鄉鎮市區公所的戶籍課辦理，戶籍管理則由警察機關負責。1969年（民國58年）因應動員戡亂時期法令，開始實施「戶警合一」制度，將戶籍課改為「戶政事務所」,設於各直轄市、縣、市政府警察局下。動員戡亂時期終止後，各地戶政事務所於1992年（民國81年）回歸由各直轄市、縣、市政府民政局（處）主管。1997年10月全國連線的電腦化「戶役政資訊系統」完成後，所有登記均改由電腦作業。因電腦科技發展以及2010年縣市改制直轄市後之政府機關精簡風潮，全國各直轄市、縣、市開始將其轄內之戶政事務所整併。
| 行政區域 | 鄉鎮市區數 | 戶政事務所數 | 備註   |
| -------- | ---------- | ------------ | ------ |
| 基隆市   | 7          | 3            | [ 5 ]  |
| 新北市   | 29         | 18           | [ 6 ]  |
| 彰化縣   | 26         | 8            | [ 7 ]  |
| 雲林縣   | 20         | 6            | [ 8 ]  |
| 嘉義縣   | 18         | 4            |        |
| 臺南市   | 37         | 18           | [ 9 ]  |
| 高雄市   | 38         | 18           | [ 10 ] |
| 屏東縣   | 33         | 8            |        |
| 臺東縣   | 16         | 4            |        |

凡出生、死亡、結婚、離婚等涉及身分的變更，均屬於身分登記的範圍。此外，居民遷出原戶籍地後三個月內，應至當地戶政事務所申報遷入登記。

## 外部連結
- 中華民國 內政部戶政司 全球資訊網 —戶政業務發展沿革 （页面存档备份，存于）
- 全國法規資料庫—戶籍法 （页面存档备份，存于）
- 維基文庫——戶籍法 (民國104年) （页面存档备份，存于）